# Deisswil bei Münchenbuchsee
Deisswil bei Münchenbuchsee ist eine politische Gemeinde im Verwaltungskreis Bern-Mittelland des Kantons Bern in der Schweiz.

## Geographie
Deisswil bei Münchenbuchsee liegt auf 530 m ü. M., 10 km nördlich der Kantonshauptstadt Bern (Luftlinie). Das kleine Bauerndorf erstreckt sich am nördlichen Rand des Moosseetals am Fuss der Höhen des Rapperswiler Plateaus, am Woolibach, im Schweizer Mittelland.
Die Fläche des 2,1 km² grossen Gemeindegebiets umfasst einen Abschnitt des zentralen Berner Mittellandes. Die südliche Grenze verläuft entlang der Hauptstrasse von Schönbühl nach Schüpfen. Von hier erstreckt sich der Gemeindeboden nordwärts über die Ebene des hier rund 1 km breiten Moosseetals und auf die angrenzenden, teilweise bewaldeten Höhen des Rapperswiler Plateaus beidseits der Talmulde des Woolibachs, eines Quellbachs der Urtenen. Westlich dieses auch Urtegraben genannten Tälchens wird auf dem Hintel mit 581 m ü. M. die höchste Erhebung von Deisswil bei Münchenbuchsee erreicht. Im Osten wird das Tälchen von Mosenberg (561 m ü. M.) und Aspi (580 m ü. M.) flankiert. Von der Gemeindefläche entfielen 1997 14 % auf Siedlungen, 24 % auf Wald und Gehölze und 62 % auf Landwirtschaft.
Nachbargemeinden von Deisswil bei Münchenbuchsee sind Zuzwil (BE), Jegenstorf, Wiggiswil, Münchenbuchsee und Rapperswil (BE).

## Bevölkerung
Mit 86 Einwohnern (Stand 31. Dezember 2023) gehört Deisswil bei Münchenbuchsee zu den kleinsten Gemeinden des Kantons Bern. Von den Bewohnern sind 98,9 % deutschsprachig, und 1,1 % sprechen Serbokroatisch (Stand 2000). Die Bevölkerungszahl von Deisswil bei Münchenbuchsee belief sich 1850 auf 115 Einwohner, 1900 auf 129 Einwohner. Im Verlauf des 20. Jahrhunderts nahm die Bevölkerungszahl bis 1970 durch starke Abwanderung um über 40 % auf 72 Personen ab. Seither wurden nur noch geringe Bevölkerungsschwankungen verzeichnet.

## Politik
Deisswil bei Münchenbuchsee führt Abstimmungen und Wahlen gemeinsam mit Wiggiswil durch, die folgenden Zahlen enthalten deshalb die Stimmen beider Gemeinden.
Bei den Nationalratswahlen 2023 betrugen die Wähleranteile in Deisswil bei Münchenbuchsee/Wiggiswil (in Klammern die Veränderung im Vergleich zu den Wahlen 2019 in Prozentpunkten): SVP 57,19 % (+5,65), Mitte 10,32 % (+0,14), Grüne 8,72 % (+0,27), SP 5,58 % (−0,61), EVP 4,97 % (+0,94), glp 4,43 % (−3,19), FDP 3,98 % (−3,78), EDU 0,38 % (−0,53), Weitere 4,82 % (+1,10).

## Wirtschaft
Deisswil bei Münchenbuchsee war bis in die zweite Hälfte des 20. Jahrhunderts ein vorwiegend durch die Landwirtschaft geprägtes Dorf. Noch heute haben der Ackerbau, der Obstbau sowie die Milchwirtschaft einen wichtigen Stellenwert in der Erwerbsstruktur der Bevölkerung. Weitere Arbeitsplätze sind im lokalen Kleingewerbe und im Dienstleistungssektor vorhanden, unter anderem in einem Kieswerk, das mehrere Gruben auf dem Gemeindegebiet unterhält. 2007 wurde ein grosser Fleischverarbeiter angesiedelt, der über 100 Arbeitsplätze nach Deisswil brachte. 2017 verdoppelte der Fleischverarbeiter seine Produktion. Dadurch wurden weitere 100 Arbeitsplätze geschaffen. Einige Erwerbstätige sind Wegpendler, die hauptsächlich in Münchenbuchsee und in der Agglomeration Bern arbeiten.

## Verkehr
Die Gemeinde ist von der Hauptstrasse, welche Schönbühl mit Schüpfen verbindet, leicht erreichbar. Der nächste Anschluss an die Autobahn A6 (Bern–Biel) befindet sich rund 3 km vom Ortskern entfernt. Deisswil bei Münchenbuchsee besitzt keine Anbindung an das Netz des öffentlichen Verkehrs; Bushaltestellen und eine Bahnstation gibt es im nahen Münchenbuchsee.

## Geschichte
Die erste urkundliche Erwähnung des Ortes erfolgte 1263 unter dem Namen Teiswile. Später erschienen die Bezeichnungen Teizwile (1264), Theswile (1270), Theisewile (1271) und Tiezwile (1274). Der Ortsname geht auf den althochdeutschen Personennamen Deizo oder Dagizo zurück und bedeutet demnach beim Gehöft des Deizo/Dagizo.
Seit dem Mittelalter unterstand Deisswil bei Münchenbuchsee der Oberhoheit der Grafen von Kyburg. Im 13. Jahrhundert gelangte die Grundherrschaft an die Johanniterkomturei in Münchenbuchsee. Seit 1406 oblag die Oberhoheit über das Gebiet bei Bern. Nachdem die Komturei 1528 säkularisiert worden war, wurde Deisswil bei Münchenbuchsee der Landvogtei Münchenbuchsee im Landgericht Zollikofen zugeteilt.
Nach dem Zusammenbruch des Ancien Régime (1798) gehörte das Dorf während der Helvetik zum Distrikt Zollikofen und ab 1803 zum Oberamt Fraubrunnen, das mit der neuen Kantonsverfassung von 1831 den Status eines Amtsbezirks erhielt. Die bereits seit 1802 eine gemeinsame Schulgemeinde bildenden Dörfer Deisswil bei Münchenbuchsee und Wiggiswil wurden 1832 auch auf politischer Ebene vereinigt. 1847 folgte jedoch wieder eine Trennung. Die kantonalen Behörden sahen für 1915 wieder eine Fusion vor, die jedoch am Widerstand der beiden Gemeinden scheiterte. Durch die Entwässerung und Melioration des Moosseetals von 1917 bis 1920 sowie von 1971 bis 1984 wurde wertvolles Kulturland gewonnen. Heute besitzen Deisswil bei Münchenbuchsee und Wiggiswil eine gemeinsame Gemeindeverwaltung und arbeiten eng mit dem grossen Nachbarort Münchenbuchsee zusammen.

## Sehenswürdigkeiten
Mit seinen stattlichen Bauernhäusern des bernischen Landstils aus dem 18. und 19. Jahrhundert hat Deisswil bei Münchenbuchsee ein schützenswertes Ortsbild von nationaler Bedeutung bewahrt. Das Dorf besitzt keine eigene Kirche, es gehört zur Pfarrei Münchenbuchsee.

## Persönlichkeiten
- Peter Stämpfli (* 1937), Maler, Zeichner, Grafiker, Bildhauer, Environment-, Installations- und Filmkünstler